# اولد رامنی
اولد رامنی (به انگلیسی: Old Romney) یک محله مدنی و روستا در بریتانیا است که در Folkestone and Hythe واقع شده‌است. اولد رامنی ۲۱۵ نفر جمعیت دارد.